# Christian Luyindama
Christian Luyindama Nekadio, född 8 januari 1994, är en kongolesisk fotbollsspelare.

## Karriär
Den 31 januari 2019 lånades Luyindama ut av Standard Liège till Galatasaray på ett låneavtal över resten av säsongen 2019/2020. Den 29 juli 2019 meddelade Galatasaray att de utnyttjat en köpoption i låneavtalet och att Luyindama skrivit på ett treårskontrakt med klubben.
Den 30 januari 2022 lånades Luyindama ut till saudiska Al Taawoun på ett låneavtal över resten av säsongen 2022/2023. Den 8 september 2022 lånades han ut till Antalyaspor på ett säsongslån.